# كريبان
بلدية كريبان (بالإسبانية: Cripán) هي بلدية تقع في مقاطعة ألافا التابعة لإقليم الباسك شمال إسبانيا.

## الديموغرافيا
يبلغ عدد سكان بلدية كريبان 197 نسمة عام 2011 (وفقاً للمعهد الوطني للإحصاء الإسباني).
| 200 | 190 | 186 | 193 | 184 | 194 | 197 |